# Paramnesicles samariensis
Paramnesicles samariensis är en insektsart som beskrevs av Marius Descamps 1974. Paramnesicles samariensis ingår i släktet Paramnesicles och familjen Chorotypidae. Inga underarter finns listade i Catalogue of Life.